# Eiskanal
L'Eiskanal est un stade d'eau vive artificiel situé à Augsbourg en Allemagne, alimenté par la rivière Lech, construit pour les compétitions de canoë-kayak des Jeux olympiques d'été de 1972 à Munich.
Le canal glaciaire d’Augsbourg est aujourd’hui un bâtiment classé, qui fait partie du site du patrimoine mondial de l’UNESCO « Système d’eau d’Augsbourg ».
Il a servi de prototype à de nombreux plans d'eau vive artificiels construits depuis, comme ceux de Barcelone pour les Jeux olympiques d'été de 1992, de Sydney pour les Jeux olympiques de 2000, de Prague, de Bratislava, d'Athènes pour les Jeux olympiques de 2004 et plus récemment de Charlotte en Caroline du Nord.
Le stade a une longueur de 660 mètres pour un débit maximal délivré de 10 m³/s.
L'Eiskanal est encore aujourd'hui considéré comme un lieu de compétitions de classe mondiale, et accueille de nombreuses courses internationales.
De plus, chaque année, l’élite mondiale des sports de pagaie se retrouve à Augsbourg, sur le canal, pour le canoë slalom et d’autres compétitions.

## L'Eiskanal Event GmbH
Depuis le 1er mars 2023, la société Eiskanal Event GmbH (société d’exploitation du TSV 1847 Schwaben Augsburg) est locataire de la partie commercialisable du Centre d’organisation (OZ) sur la piste de glace. Pour cet usage commercial, il y a essentiellement une grande salle d’événements de 250m2, avec une terrasse directement accessible, qui offre un espace pour des événements pouvant accueillir jusqu’à 199 personnes.

## Histoire
Inauguré en 1972, le Eiskanal d'Augsbourg est devenu le premier parcours artificiel de slalom en eau vive au monde. Sa conception a inspiré la création de nombreux autres sites similaires à l’international.
Après les JO, le canal est resté un centre majeur pour le canoë-kayak, accueillant plusieurs compétitions mondiales : comme le championnats du monde de slalom en canoë en 1985, 2003 et 2022 et de nombreuses étapes de la Coupe du monde de la Fédération Internationale de Canoë (ICF)
Aujourd’hui, il est à la fois un site sportif de renom et un symbole du développement des sports en eau vive.